# 奇里·特·卡娜娃

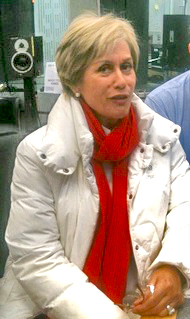
奇里·特·卡娜娃，2011年

奇里·珍妮·特·卡娜娃女爵士，ONZ，CH，DBE，AC（英語：Dame Kiri Janette Te Kanawa，1944年3月6日—），是一名紐西蘭抒情女高音歌唱家。

## 生平
1944年3月6日，特·卡娜娃出生於紐西蘭吉斯伯恩，父親是當地原居民毛利族人，母親是來自歐洲的愛爾蘭人。由於貧苦，奇里·特·出生就被送入社福機構，所幸不久即被收養，特·卡娜娃的養父是毛利貴族，養母出身自英國音樂世家，其舅公是著名作曲家、管風琴家、指揮家薩利文。養父養母非常疼愛卡娜娃，大力培養她成長，並發掘其音樂天份。

## 歌唱生涯
特·卡娜娃少年時即獲得多項歌唱比賽獎狀，並在紐西蘭電視臺和澳大利亞演唱。她的音樂教育從紐西蘭開始，並以優秀的成績取得紐西蘭藝術會的獎學金。
爾後，1966年赴英國倫敦歌劇中心學習，在學習期間經常參與歌劇中心和英國各地的歌劇演出。從表演中汲取舞臺經驗，為她的歌唱事業打下了良好的基礎。
1970年，特·卡娜娃加入英國皇家歌劇院，首次的演出是在《鲍里斯·戈杜诺夫》（穆索爾斯基曲）中飾演謝妮亞和在《帕西法爾》（華格納曲）中飾演戴花少女。
1971年，她在《費加羅的婚禮》（莫札特曲）中飾演阿爾瑪維瓦伯爵夫人一角，大受歡迎，一舉成名，從此于國際樂壇，成為著名的抒情女高音歌唱家。同年，特·卡娜娃首次赴美國演出，在新墨西哥州聖塔菲市歌劇節中，飾唱阿爾瑪維瓦伯爵夫人，隨後又在三藩市歌劇院同樣飾演此角色。
1975年，她再度到三藩市演出時，則在《西蒙·波卡涅拉》（威爾第曲）中飾唱阿梅莉亞和在《魔笛》（莫札特曲）中飾演米娜。
1974年，特·卡娜娃在紐約大都會歌劇院作了一場轟動樂壇的首演，她在接到演出通知僅數小時之後，便在《奥泰罗》（威爾第曲）中飾唱苔絲（秋）蒙娜一角，並由電視直播，遐爾聞名，備受好評。歌劇成績斐然，舉世聞名。
她的音樂會獨唱水準亦高，1978－1979年，她首次在世界各地巡迴舉行獨唱會，先在倫敦皇家歌劇院演唱，並由電視臺轉播，後赴紐約、米蘭、維也納、巴黎、三藩市和多倫多等地演唱。
1981年，在英皇儲查理斯與戴安娜王妃結婚典禮上，全球約6億人通過衛星轉播等各種途徑，見證了特·卡娜娃以韓德爾《參孙》中《光輝的天使》一曲，祝福威爾斯親王查爾斯和其王妃戴安娜。
1997年，延續於1988年慶祝澳洲建國200週年的系列活動Opera in the Outback，特·卡娜娃女爵與於澳洲南部的內陸山村貝爾塔那演出，演唱《托斯卡》的《為了藝術為了愛》（Vissi D'arte , vissi D'armor，普契尼曲）、《蝴蝶夫人》的《美好的一天》（Un Bel Di Vedremo，普契尼曲）、《貓》的《Memory》（韋伯曲）、《杜蘭朵公主》的《主人請聽我說》（Signore, ascolta，普契尼曲）、《乞丐與蕩婦》的《夏日時光》（Summer Time，蓋希文曲）、《姜尼史基基》的《親愛的父親》（O Mio Babbino Caro，普契尼曲）等知名曲目，並與澳洲原住民婦女合唱團（Adnyamathanha Women's Choir）一起演唱當地民謠。
2010年，與世界三大男高音卡列拉斯，於台灣台北、高雄巨蛋攜手演出。

## 獲獎紀錄
1982年，特·卡娜娃獲封為英國女爵士。同年，她的傳記在英國出版。
1983年，英國牛津大學授予她為名譽音樂博士學位。